# 聖彼得堡海軍學院
聖彼得堡海軍學院，2002年前稱爲伏龍芝海軍學院，是一所位於聖彼得堡（原列寧格勒）的海軍學院，旨在培養海軍指揮軍官。

## 历史

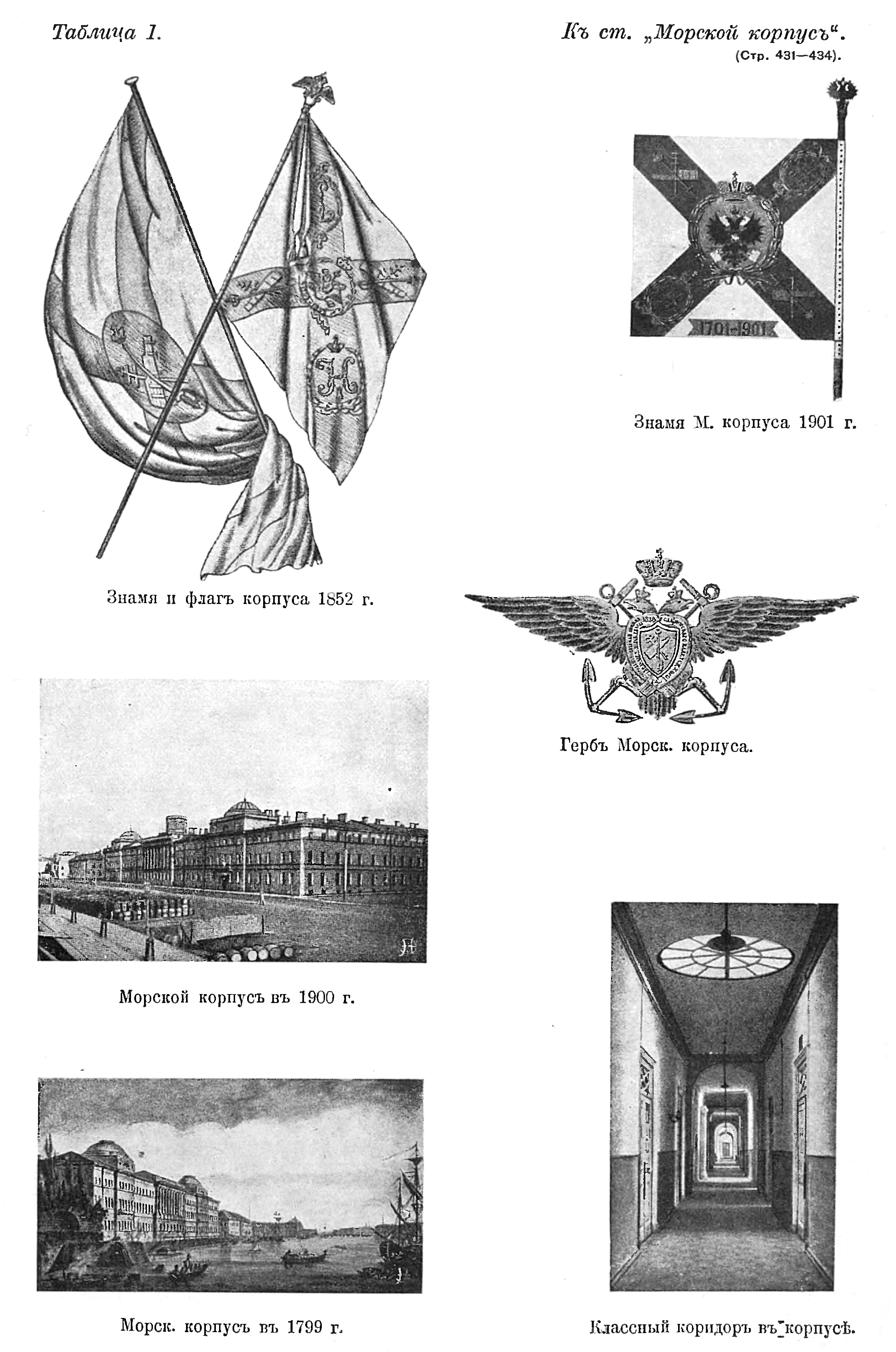
聖彼得堡海軍學院

1701年彼得大帝设立。后改为海军军官学校。1926年至2002年該校以蘇聯海軍名將米哈伊尔·瓦西里维奇·伏龙芝，即伏龙芝命名。
- 1701-1752  - “数学与导航学学校”, 莫斯科
- 1715-1752  - 海军禁卫学校, 圣彼得堡
- 1752-1802  - 海军贵族军官学校, 圣彼得堡 (1771-1796 - 喀琅施塔德)
- 1802-1867  - 海军军官学校, 圣彼得堡
- 1867-1891  - 海军学校, 圣彼得堡
- 1891-1906  - 海军军官学校, 圣彼得堡
- 1906-1916  - 海军军校, 圣彼得堡
- 1916-1918  - 海军军校, 彼得格勒
- 1918-1919  - 舰队指挥训练班，彼得格勒
- 1919-1922  - 舰队指挥学校，彼得格勒
- 1922-1926  - 海军学校，彼得格勒/列宁格勒
- 1926-1936  - 伏龙芝海军学校，列宁格勒
- 1936-1939  - 红旗伏龙芝海军学校，列宁格勒
- 1939-1951  - 荣获列宁勋章与红旗勋章的伏龙芝高级海军学校，列宁格勒、阿斯特拉罕、巴库、列宁格勒
- 1951-2002 - 荣获列宁勋章、红旗勋章、乌沙科夫勋章的伏龙芝高级海军学校，列宁格勒
- 2002–现在 - 圣彼得堡